# حرائق (فلم)
حرائق (بالفرنسية: Incendies) هو فيلم دراما كندي من إخراج دينيس فيلنوف سنة 2010، وبطولة كل من لبنى أزابال وميليسا ديسمورمو-بولين وريمي جيرارد.الفيلم مستوحى من مسرحية الحرائق لوجدي معوض.
فاز الفيلم بأكثر من 30 جائزة من مهرجانات مختلفة، وصنفته صحيفة النيويورك كواحد من أفضل 10 أفلام في سنة إنتاجه. في عام 2011، تم ترشيحه لجائزة الأوسكار لأفضل فيلم بلغة أجنبية، كما فاز بثماني جوائز جيني.

## القصة
بعد وفاة والدة جين نوال وهي مهاجرة عربية في كندا تلتقي جين وشقيقها التوأم سيمون مع كاتب العدل الكندي الفرنسي جان ليبل صاحب عمل والدتهما وصديق العائلة. تشير وصية نوال إلى عدم الوفاء بوعدها وحرمانها من شاهد قبر وتابوت مناسبين إلا إذا تعقبت جين وسيمون شقيقهما الغامض الذي كانا يجهلان وجودهما في السابق ووالدهما الذي اعتقدا أنه مات. تقبل جين. سيمون من ناحية أخرى يبدو أنه كان على علاقة أكثر صعوبة مع نوال وشخصيتها غير العادية على ما يبدو فهو متردد في الانضمام إلى جين في هذا المسعى.
كشفت سلسلة من ذكريات الماضي أن نوال جاءت من عائلة عربية مسيحية في بلد شرق أوسطي لم يذكر اسمه وأنها وقعت في حب لاجئ اسمه وهاب مما أدى إلى حملها. قتلت عائلتها عشيقها وكادت تطلق النار عليها كقتل شرف لكن جدتها تنقذها وتعهدها بمغادرة القرية بعد ولادة طفلها وبدء حياة جديدة في مدينة دريش الخيالية. الجدة تضع وشمًا على كعب الطفل وترسله إلى دار للأيتام.
بينما كانت نوال في الجامعة في دريش اندلعت حرب أهلية وجرائم حرب مع نوال التي عارضت الحرب على أساس حقوق الإنسان. دمرت دار الأيتام التي فيها ابنها في كفر خوت على يد قائد الجانب الإسلامي، شمس الدين، الذي حوله إلى جندي طفل. بعد أن نجت نوال بصعوبة من مذبحة حافلة مليئة باللاجئين المسلمين على يد قوميين مسيحيين، تمكنت نوال بصعوبة من الانضمام إلى المقاتلين المسلمين، وأطلقت النار في النهاية على زعيم قومي مسيحي. سجنت في كفر ريات واغتصبها الجلاد أبو طارق، مما أدى إلى ولادة توأمين.
بعد السفر إلى موطن والدتها، تكتشف جين هذا الماضي تدريجيًا وتقنع سايمون بالانضمام إليها. بمساعدة من ليبيل علموا أن اسم شقيقهم هو نهاد مايو، ويتعقبون شمس الدين ويتمكن سيمون من العثور عليه ومقابلته شخصيًا. يكشف شمس الدين أن نهاد قد جنّ في الحرب، وأسره القوميون المسيحيون وانضم إلى صفوفهم ليصبح جلادا في كفر ريات حيث اتّخذ اسم «أبو طارق»، جاعلًا منه أخا التوأمين غير الشقيق وأباهم في آن. على هذا النحو تعطى كلا الرسالتين إلى نفس إلى نفس الشخص.
مثل نوال، انتقل نهاد إلى كندا حيث مكنه رؤساؤه من مغادرة البلاد وبدء حياة طبيعية هناك، وتراه نوال بالصدفة في مسبح وترى الوشم على عقبه، وترى أيضا وجهه. تتسبب الصدمة بمعرفة الحقيقة في إصابة نوال بسكتة دماغية ووفاتها المبكرة في سن الستين.
يجد التوأمان نهاد في كندا ويسلّماه رسائل نوال. يفتح كلاهما. الخطاب الأول مليء بالازدراء ويخاطبه على أنه والد التوأم المغتصب، فيما يخاطبه الثاني على أنه شقيق التوأمين ويوجه إليه كلمات حنونة، قائلاً إنه يستحق الحب بصفته ابن نوال.
تحصل نوال على شاهد قبرها بعد تسليم الرسالتين، ويزوها نهاد بعد فترة.

## طاقم التمثيل
- لبنى عزبال بدور نوال مروان
- ميليسا ديسورمو بولين بدور جين مروان
- مكسيم جوديت بدور سيمون مروان
- ريمي جيرارد بدور جان ليبل
- عبد الغفور العزيز بدور أبو تالك / نهاد «نهاد دي مي» حرماني
- ألين التمان بدور كاتب عدل مدد
- محمد مجد بدور شمس الدين
- نبيل صوالحة بدور فهيم
- بايا بلال بدور ميكا
- بدر العلمي بدور نقولا
- كريم بابين حارس شمس الدين
- أنتوني إكليسي في دور حارس الإنقاذ
- جويس راي طالبة صحفية
- يوسف شويحات في دور شريف
- سيلين سولييه صحفية فرنسية
- مهير كراكشيان بدور مساعدا لشمس الدين

## الإنتاج

### تطوير الفيلم
استندت أجزاء من القصة على حياة سهى بشارة. تستند القصة إلى أحداث وقعت خلال الحرب الأهلية اللبنانية من 1975 إلى 1990، لكن حاول صانعو الفيلم تغيير بعض التفاصيل لجعل مكان الحبكة غامضًا.

### التصوير

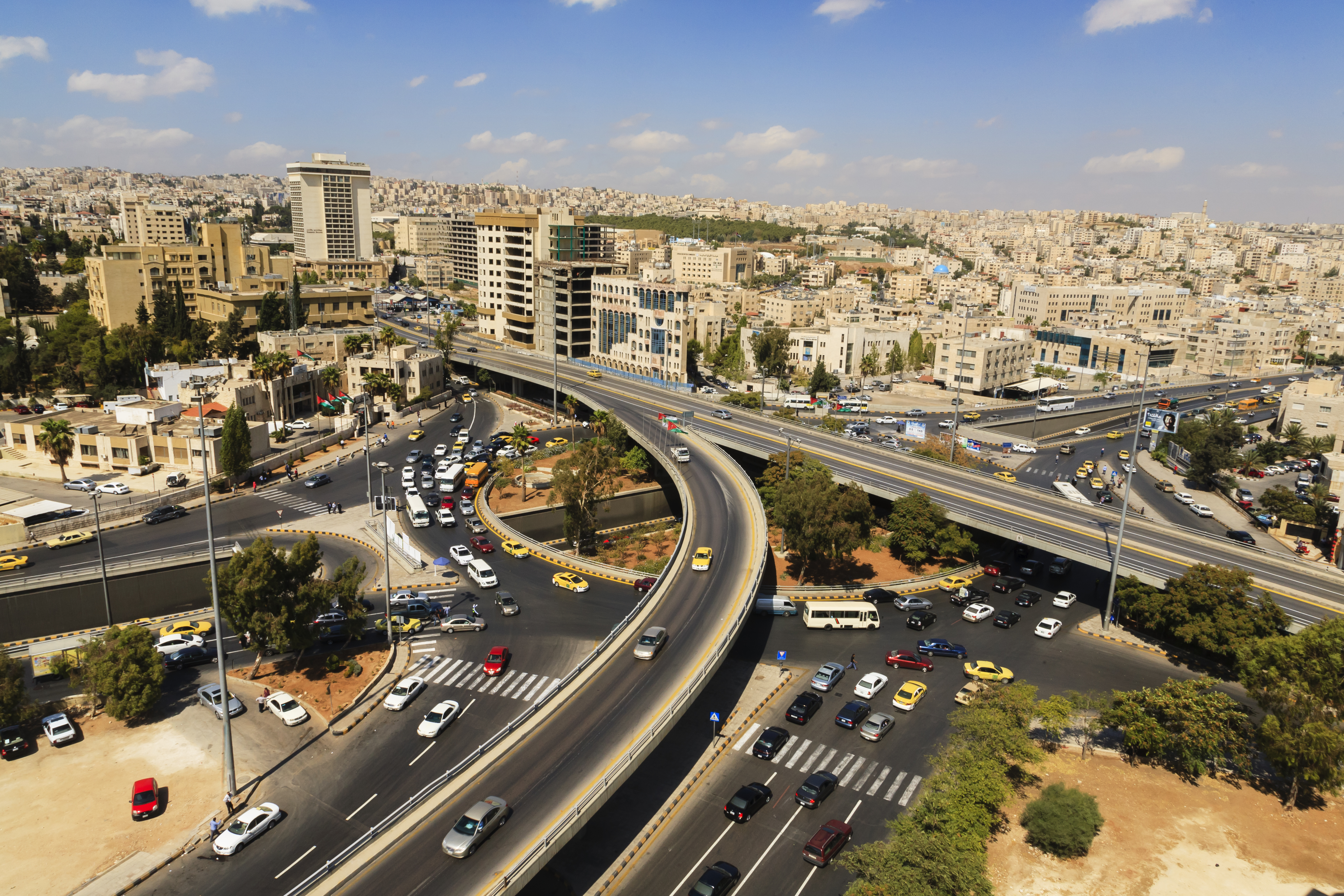
تم التصوير لمدة خمسة عشر يوماً في عمان، الأردن.

صوّر الفيلم في مونتريال والأردن. استغرق تصوير الفيلم 40 يومًا، قضى 15 يومًا منها في الأردن، وكان فيلنوف يهدف إلى عدم تصوير أي مشهد دون التأكد من أنه لن يتم قطعه.
بالنسبة للمشاهد التي تم تصويرها في الأردن، استخدم فيلنوف طاقمًا لبنانيًا وعراقيًا، رغم أنه كان يخشى أن تكون مشاهد الحرب تذكيرًا جدًا بالتجارب السيئة بالنسبة لهم، ومع ذلك، قال إن أفراد الطاقم العرب شعروا «أنه من المهم عرض هذه الأنواع من القصص على الشاشة». جرت بعض عمليات التصوير في العاصمة الأردنية عمّان. لإعادة إنشاء بيروت، بنى المخرج الفني أندريه لاين بوبرلانت ببناء صخور وحطام في شارع في عمّان.

## الإصدار
اُختير الفيلم رسمياً للعرض في مهرجان البندقية السينمائي لعام 2010، ومهرجان تيلورايد السينمائي لعام 2010، ومهرجان تورونتو السينمائي الدولي لعام 2010، ومهرجان صاندانس السينمائي لعام 2011، ومهرجان 2011 للمخرجين الجدد/مهرجان الأفلام الجديدة لعام 2011. افتتِح الفيلم في تورونتو وفانكوفر في يناير 2011.
قامت شركة سوني بيكتشرز كلاسيك بتوزيع الفيلم في الولايات المتحدة. عندما عُرض الفيلم في بيروت في مارس 2011، قال المخرج فيلنوف: «أخبرني الكثير من الناس أنه يجب علينا عرض هذا الفيلم لأطفالهم، لنريهم ما مروا به».

## الاستقبال

### شباك التذاكر
في كندا، تجاوز الفيلم علامة المليون دولار في شباك التذاكر بحلول أكتوبر 2010. بحلول نهاية أبريل 2011 حقق الفيلم 4.7 مليون دولار. في مسارح كيبيك وحدها حقق الفيلم 3 ملايين دولار.
وفقًا لـ بوكس أوفيس موجو، أكمل الفيلم عرضه المسرحي في 29 سبتمبر 2011 بعد أن حقق 2071334 دولارًا في الولايات المتحدة  وفقًا لـ The Numbers ، حقق الفيلم 6,857,096 دولارًا في أمريكا الشمالية و9،181,247 دولارًا في أقاليم أخرى ليصبح المجموع العالمي 16,038,343 دولارًا.

### استقبال الجمهور
تلقى الفيلم ملاحظات إيجابية من النقاد. عرض موقع روتن توميتوز تقارير عن 93% من التقارير الإيجابية بناء على 121 ناقدًا، بمتوسط تقييم يبلغ 7.92 / 10. يقول إجماع نقاد الموقع أنه «فيلم فوضوي، طويل، وله لمسة ميلودرامية، لكن تلك العيوب تتضاءل قبل تمثيل الفيلم المثير للإعجاب وتأثيره العاطفي المدمر.» نال الفيلم على ميتاكريتيك متوسط درجات بلغت 80 من 100 بناءً على 42 مراجعة، مما يشير إلى «المراجعات الإيجابية بشكل عام».

### الجوائز
في 22 سبتمبر 2010، تم اختيار الفيلم لتمثيل كندا في حفل توزيع جوائز الأكاديمية الثالث والثمانين لفئة أفضل فيلم بلغة أجنبية. كان واحدًا من تسعة أفلام تم ترشيحها لجائزة الأوسكار لأفضل فيلم بلغة أجنبية في 25 يناير 2011.
فاز الفيلم بثماني جوائز من جوائز جيني الحادية والثلاثين، بما في ذلك أفضل صورة متحركة، أفضل ممثلة لآزابال، وأفضل مخرج لفيلينويف. بسبب حرائق، حاز فيلنوف بجائزة روجرز للمرة الثانية على التوالي، والتي كان قد فاز بها عن فيلم بوليتكنك عام 2009، وبها أصبح فيلينويف أول مخرج كندي يفوز بالجائزة مرتين على التوالي.

## روابط خارجية
- مقالات تستعمل روابط فنية بلا صلة مع ويكي بيانات